# 熊谷豪士
熊谷 豪士（くまがい ごうし、1988年8月19日 - ）は、宮城県仙台市出身の元プロアイスホッケー選手。ポジションはディフェンス。普段は株式会社Ritt’s＆Goで働いている。愛称は"ごーし"。

## 経歴
東北フリーブレイズ、チャイナドラゴンを経て、2020年8月5日にアジアリーグアイスホッケーの横浜GRITSに入団した。
2021-2022シーズンは2022年2月17日のH.C.栃木日光アイスバックス戦で通算350試合出場を達成した。オフの5月30日にGRITSと契約を継続した。
2022-2023シーズンオフの2023年6月16日にGRITSと契約を継続した。
2023-2024シーズンオフの2024年6月10日にGRITSと契約を継続した。
2024-2025シーズンは2025年2月21日にシーズン限りでの現役引退を表明した。。